# Павлин (созвездие)
Павли́н (лат. Pavo) — созвездие южного полушария небесной сферы, получившее название по птице павлин. Полностью видно во всём Южном полушарии и в части тропиков Северного полушария, с территории России и всего бывшего СССР нельзя увидеть никакую его часть. Это одно из 12 созвездий, введённых П. Планциусом при обработке наблюдений звёздного неба в Южном полушарии, выполненных П. Д. Кейзером. Павлин впервые появился на звёздном глобусе диаметром 14 дюймов, изготовленном в 1598 году в Амстердаме Планциусом и Й. Хондиусом, был изображён в звёздном атласе «Уранометрия», опубликованном И. Байером в 1603 году и тогда же появился в звёздном каталоге Ф. де Хаутмана. Французский астроном Н. Л. де Лакайль в 1756 году дал звёздам созвездия Павлин обозначения Байера. Созвездия Павлин, Журавль, Феникс и Тукан известны под собирательным названием «Южные птицы».
Самый яркий представитель созвездия — звезда α Павлина, которая также известна под именем Пикок (англ. Peacock, «павлин») и выглядит как бело-голубая звезда величины 1,91m, фактически являясь спектрально-двойной звездой. δ Павлина — звезда, подобная Солнцу, на расстоянии 19,9 светового года от нас. Установлено, что восемь звёздных систем созвездия обладают планетами, в том числе HD 181433 с суперземлёй и двумя другими планетами. В созвездии есть также четвёртое по яркости шаровое звёздное скопление на небесной сфере NGC 6752, спиральная галактика NGC 6744, подобная Млечному Пути, а также одна из крупнейших спиральных галактик NGC 6872, примерно в пять раз больше Млечного Пути. В созвездии находится радиант метеорного потока Дельта-Павониды.

## История и мифология

### История современного созвездия
Павлин — одно из 12 созвездий, введённых голландским астрономом П. Планциусом при обработке наблюдений звёздного неба в Южном полушарии, выполненных голландским мореплавателем и астрономом П. Д. Кейзером, который участвовал в первой голландской торговой экспедиции в Индонезию (нидерл. Eerste Schipvaart), отправившейся из Нидерландов в 1595 году. Кейзер, предположительно, выполнял наблюдения звёздного неба во время стоянки у берегов Мадагаскара. Он умер в сентябре 1596 года, но рукопись с его наблюдениями, ныне считающаяся утерянной, была передана Планциусу. Изображение Павлина впервые появилось на звёздном глобусе диаметром 35,5 см, изготовленном в 1598 году в Амстердаме Планциусом. В 1600 году Й. Хондиус выпустил глобус диаметром 34 см, подобный глобусу Планциуса, где также был изображён Павлин. Далее созвездие было изображено в звёздном атласе «Уранометрия», опубликованном Иоганном Байером в 1603 году. В том же году 19 звёзд созвездия Павлин (нидерл. De Pauvv), впервые появились в звёздном каталоге, это был каталог Ф. де Хаутмана, который участвовал в той же экспедиции, что и Кейзер, и опубликовал результаты своих наблюдений в приложении к своему словарю малайского и малагасийского языков. Звёзды в каталоге, по распространённой в те времена практике, назывались по части созвездия, в которой они находились, например, α Павлина называлась «голова» (нидерл. het hooft).
В 1627 году немецкий астроном Юлиус Шиллер в своей оригинальной христианской трактовке звёздного неба в атласе Coelum Stellatum Christianum на месте созвездия Павлин поместил созвездие Иов, но эта трактовка не распространилась в научном мире. В XIX веке вместо латинского названия созвездия Павлин (Pavo) часто использовалось название Junona Avis («птица Юноны»). Созвездия Павлин, Журавль, Феникс и Тукан известны под собирательным названием «Южные птицы».

## Павлин в мифологии
Павлин в одном из древнегреческих мифов связан с Аргусом. В этом мифе Ио, прекрасную принцессу города Аргос, соблазнил Зевс, и превратил её в белую корову, чтобы ввести в заблуждение свою ревнивую жену Геру. Однако Гера попросила, чтобы Зевс подарил ей эту корову и поместила её под неусыпную охрану Аргуса, который привязал её к оливковому дереву в роще Геры. У Аргуса было сто глаз, из которых он закрывал не больше двух во время сна. Под руководством Зевса Гермес с помощью волшебной лиры сумел так усыпить Аргуса, что тот закрыл все свои глаза, и Гермес убил его. В память о службе, которую сослужил ей Аргус, Гера поместила его глаза на хвост павлина. Очень похожую версию мифа рассказывает Овидий в своих «Метаморфозах», хотя имена персонажей там романизированы. Гибель Аргуса там имеет явную звёздную ссылку: глаза Аргуса, которые дочь Сатурна помещает на хвост своей птицы, названы «глазками звездистыми». Непонятно, имели ли в виду греческий миф голландские астрономы, когда придумывали созвездие Павлин, но, принимая во внимание другие созвездия, введённые Планциусом через Кейзера и де Хаутмана, «павлин» в новом созвездии, вероятно, относится к зелёному павлину, которого мореплаватели могли встретить в Индонезии, а не наиболее многочисленному обыкновенному павлину.
Несмотря на существование мифа о птице павлине у греков и звёздную ссылку в его версии, изложенной Овидием, ввиду своего южного положения звёзды созвездия Павлин были недоступны для наблюдения с территории Древней Греции, нет их и в известном каталоге звёздного неба в Альмагесте, который был составлен по наблюдениям из более южной Александрии. Не были они видны и из центрального Китая, где первые сведения о них привёл Ли Чжицзао (кит. 李之藻, 1562—1633) в своём труде «Цзин тянь гай» (кит. 經天該), предположительно, взяв их с карты Байера из «Уранометрии». В современной космологии группы ватаман аборигенов Австралии, живущих на Северной территории звёзды созвездия Павлин и соседнего созвездия Жертвенник образовывали фигуры летящих лис.

## Характеристика
Созвездие Павлин граничит с созвездием Телескоп на севере (то есть в сторону северного полюса мира), созвездием Райская Птица и созвездием Жертвенник на западе, созвездием Октант на юге и созвездием Индеец на востоке и северо-востоке. Занимает на небе площадь в 377,7 квадратного градуса (44-е место среди 88 созвездий звёздного неба), покрывая 0,916 % площади небесной сферы, и содержит 87 звёзд с видимой звёздной величиной меньше 6,5. Трёхбуквенное обозначение созвездия Павлин, принятое в 1922 году Международным астрономическим союзом — «Pav». Официальные границы созвездия, установленные Жозефом Дельпортом в 1930, определяют сферический многоугольник с 9 вершинами. В экваториальной системе координат прямое восхождение этих границ изменяется от 18ч 10м 41,3407с до 21ч 32м 44,3418с, а склонение изменяется от −56°,5885773 до −74°,9745178. Как одно из достаточно удалённых от небесного экватора южных созвездий оно всё время остаётся под горизонтом, то есть является невосходящим, на широтах севернее 34° в Северном полушарии. В частности, никакая часть созвездия Павлин никогда не видна с территории России, широта крайней южной точки которой равна около 41°. Не виден Павлин и во всём бывшем СССР, никакая часть этого созвездия не восходит даже в самой южной его точке — ауле Чильдухтер близ города Кушка,— широта которой 35°08'. С другой стороны, созвездие Павлин всё время находится над горизонтом, то есть, является незаходящим на широтах южнее 33° в Южном полушарии. Так, созвездие Павлин является незаходящим в одном из крупнейших городов Южного полушария, Буэнос-Айресе, поскольку южная широта этого города равна 34°,6. Кроме Буэнос-Айреса Павлин является незаходящим созвездием также в Монтевидео и Мельбурне. На широтах между 34° северной широты и 33° южной широты созвездие Павлин является восходящим и заходящим. Ярчайшая звезда этого созвездия α Павлина наблюдается южнее широты 33°51' с. ш. Полностью, при благоприятных условиях, созвездие Павлин видно на широтах южнее 15° северной широты. Там, где созвездие можно наблюдать, лучше всего вечером оно наблюдается в августе.
Звёзды γ, β, δ, ε, ζ и λ созвездия Павлин образуют известный в Австралии астеризм «кастрюля», две стенки которой (отрезки δ—ε и ζ—λ) направлены приблизительно на южный полюс мира, то есть удобны для приблизительного определения направления на юг при навигации.

## Примечательные объекты

### Звёзды
Хотя Байер и изобразил созвездие Павлин на своей карте, он не присвоил звёздам этого созвездия обозначения Байера. Французский путешественник и астроном Н. Л. де Лакайль в 1756 году присвоил им обозначения от α до ω, но пропустил ψ и ξ, а двум парам близких друг к другу звёзд присвоил обозначения μ и φ. В 1879 году американский астроном Б. А. Гулд обозначил звезду ξ Павлина, так как он считал, что её яркость заслуживает это обозначение, но опустил звезду χ Павлина ввиду её слабой видимости.
Около северной границы созвездия Павлин с созвездием Телескоп лежит α Павлина, ярчайшая звезда созвездия Павлин. Она также известна под именем Пикок, происходящим от английского «peacock» («павлин»). Это имя было присвоено ей британским «Офисом морского альманаха её величества» (англ. Her Majesty's Nautical Almanac Office) в конце 1930-х гг.; представители Королевских ВВС Великобритании настаивали на том, что все яркие звёзды должны иметь собственные имена, а эта звезда к тому времени такого имени не имела. Пикок имеет видимую звёздную величину 1,91 и спектральный класс B2IV. Это спектрально-двойная звезда, согласно одной оценке, расстояние между её компонентами составляет 0,21 а. е., или половину расстояния Меркурия до Солнца. Две звезды обращаются вокруг общего центра масс всего лишь за 11 дней и 18 часов. Эта звёздная система расположена на расстоянии 56,2 парсека (183,3 светового года) от Земли.
β Павлина, имеющая видимую звёздную величину 3,43, является второй по яркости звездой созвездия. Это белый гигант спектрального класса A7III, стареющая звезда, которая израсходовала весь водород в своих недрах, расширилась и остыла после того, как сошла с главной последовательности. Она расположена на расстоянии 135 световых лет от Земли.
В нескольких градусах к западу от β Павлина находится δ Павлина, сравнительно близкая, похожая на Солнце, но дальше прошедшая в своей эволюции звезда. Это жёлтый субгигант спектрального класса G8IV, имеющий видимую звёздную величину 3,56 и удалённый от Земли всего лишь на 19,9 светового года. Восточнее звезды β Павлина, у восточной границы созвездия Павлин с созвездием Индеец расположена звезда γ Павлина, более слабая солнцеподобная звезда на расстоянии 30 световых лет от Земли с видимой звёздной величиной 4,22 и спектральным классом F9V. Другие близкие звёзды ещё более слабы, среди них ближайшая к нам звезда созвездия Павлин, обозначаемая как SCR 1845-6357, удалённая на 12,6 светового года, с видимой звёздной величиной 17,4 и являющаяся двойной системой, состоящей из красного карлика и коричневого карлика. Сравнительно близка также звезда Gliese 693, упоминаемая в каталоге Глизе, расстояние до которой составляет 19 световых лет, а видимая звёздная величина — 10,78.
В западной части созвездия Павлин, в хвосте птицы, расположены η Павлина и ξ Павлина. Имея видимую звёздную величину 3,6, η Павлина является оранжевым ярким гигантом спектрального класса K2II, расположенным на расстоянии 352 световых лет от Земли. ξ Павлина представляет собой кратную звезду, разрешаемую в телескопы с апертурой от 8 см на более яркую оранжевую звезду и отстоящего от неё на 3 секунды к юго-востоку более слабого белого компаньона, оранжевая звезда, в свою очередь, является спектрально-двойной. Расположенная на расстоянии 469 световых лет от Земли, оранжевая звезда является гигантом спектрального класса K4III и имеет видимую звёздную величину 4,38, тогда как величина её компаньона 9,24, это карлик класса F6V.
В южной части созвездия Павлин расположены ε Павлина и η Павлина. Первая представляет собой карлика белого цвета спектрального класса A0Va, имеющего видимую звёздную величину 3,95 и расположенного на расстоянии 105 световых лет от Земли, вероятно, окружённого узким кольцом пыли, отстоящим от него на 107 а. е.. Вторая — оранжевый гигант класса K0III, видимая звёздная величина которого 4,0, а расстояние до него — 218 световых лет.
Согласно каталогу ОКПЗ-4 в созвездии Павлин обнаружено 456 переменных звёзд, из них 10 имеют видимую звёздную величину меньше 6,5. λ Павлина — яркая эруптивная неправильная переменная, блеск которой изменяется от 4,26m до 4,0m. Принадлежащая к типу Гаммы Кассиопеи, то есть к оболочечным звёздам, она относится к спектральному классу B2II-IIIe и находится на расстоянии 1430,5 светового года от Земли. κ Павлина является цефеидой, одной из ярчайших на звёздном небе, и изменяет свой блеск от 3,91m до 4,78m с периодом примерно 9 дней, она находится на расстоянии 500 световых лет от Земли. NU Павлина и V Павлина — две полуправильные переменные звёзды. NU Павлина является красным гигантом, блеск которого изменяется от 5,26m до 4,91m. Блеск звезды V Павлина изменяется от 6,3m до 7,2m. Она интересна тем, что это углеродная звезда с линиями ниобия в спектре. Звезда AR Павлина — слабая но хорошо изученная затменная переменная типа Алголя, являющаяся также симбиотической переменной типа Z Андромеды, она состоит из красного гиганта и меньшей, но более горячей звезды, расположенных на расстоянии 2471 светового года от Земли, меньшая звезда, вероятно, окружена аккреционным диском. Видимая звёздная величина этой системы меняется от 13,62 до 7,4 с периодом 604,5 дня. В созвездии Павлин расположено немало мирид. Примечательна мирида T Павлина, относящаяся к спектральному классу M4e, блеск которой изменяется с периодом 243,62 дня, причём амплитуда этих изменений — самая большая в созвездии: максимум 10 января 1922 года достиг значения 7,0m, тогда как минимум неоднократно достигал значения 14,0m.

### Экзопланеты
Созвездие Павлин, как и другие созвездия Южного полушария небесной сферы, сравнительно мало изучено относительно наличия экзопланет у его звёзд. Из 3672 экзопланет, открытых к 11 октября 2017 года, 2298 были обнаружены телескопом «Кеплер», поле зрения которого ограничивается областью площадью 105 кв. градусов (это меньше трети площади созвездия Павлин), затрагивающей три созвездия Северного полушария небесной сферы — Лебедь, Лира и Дракон. К 2014 году в созвездии Павлин было открыто 7 экзопланет у 5 звёзд. В 2015 году к ним добавилась ещё одна звезда с одной экзопланетой. В 2016 году с помощью венгерских автоматизированных телескопов, в рамках проекта HATSOuth Exoplanet Survey было открыто по одной планете у двух звёзд.
Три планеты открыто в системе оранжевой звезды HD 181433, расположенной на расстоянии 87 световых лет от Земли: очень близкая к светилу «суперземля» с массой в 7,5 массы Земли и периодом обращения 9,4 дня и две значительно более дальние планеты, по массе сравнимые с Юпитером (0,64 и 0,54 его массы), и с периодами обращения 2,6 года и около 6 лет. Четыре звезды созвездия Павлин, HD 196050, HD 175167, HD 189567 и HD 175607, как и Солнце, относятся к спектральному классу G, жёлтым звёздам, при этом HD 189567 имеет точно такой же класс G2V, как и Солнце, HD 196050 и HD 175607, как и Солнце, являются карликами, а HD 175167 является или карликом, или субгигантом. Две звезды HD 196050, HD 175167 имеют по одной планете, по массе сравнимой с Юпитером (2,8 его массы и 7,8 соответственно), масса единственной планеты у звезды HD 189567 составляет 10,03 массы Земли, а масса единственной экзопланеты у звезды HD 175607 составляет 8,98 массы Земли. Несколько более горячая, чем Солнце, звезда HD 190984 спектрального класса F8V имеет одну планету с массой в 3,1 массы Юпитера. Вокруг звезды-карлика класса F с обозначением HATS-24 обращается экзопланета массой 2,39 массы Юпитера, а вокруг другой, сравнительно молодой, звезды класса F, с обозначением HATS-35 — экзопланета массой 1,22 массы Юпитера.

### Объекты глубокого космоса
В число объектов глубокого космоса, расположенных в созвездии Павлин, входит NGC 6752, которое по-английски также называется «Starfish» («морская звезда»). Оно имеет видимую звёздную величину 5,4, являясь четвёртым по яркости шаровым звёздным скоплением звёздного неба после 47 Тукана, омеги Центавра и M 22. Угловой размер NGC 6752 почти такой же, как у Солнца и Луны, полградуса, а расстояние от Земли — 13 тысяч световых лет, отсюда его диаметр — около 110 световых лет. Возраст его оценивается в 11 миллиардов лет, а количество звёзд в нём — больше 100 тысяч. В трёх градусах к югу от NGC 6752 лежит NGC 6744, спиральная галактика, которая похожа на Млечный Путь. Она имеет размер 200 тысяч световых лет и расположена на расстоянии 35 миллионов световых лет от Земли, угловой размер её составляет 21×13 угловых минут. В марте 2005 года в этой галактике была открыта сверхновая SN2005at типа Ic, которая на момент открытия имела видимую звёздную величину 16. Галактика NGC 6872 находится на расстоянии 212 миллионов световых лет от Земли и является одной из крупнейших спиральных галактик наряду с галактикой Malin 1, её размер составляет 522 тысячи световых лет, что примерно в пять раз больше размера нашей галактики, Млечного Пути. Она имеет угловой размер 6×1,7 угловой минуты и видимую звёздную величину 12,69. NGC 6872 вместе с расположенной рядом с ней линзовидной галактикой IC 4970 образуют пару взаимодействующих галактик, известную под обозначением VV 297 в Каталоге взаимодействующих галактик Б. А. Воронцова-Вельяминова. Компьютерное моделирование показало, что максимальное сближение этих двух галактик произошло 130 миллионов лет назад.

### Метеорные потоки
В созвездии Павлин находится радиант метеорного потока Дельта-Павониды. Поток был открыт Майклом Бухагиаром (Michael Buhagiar) из города Перт, Австралия, наблюдавшим его в период с 1969 по 1980 год. Поток оказался достаточно слабым, его пик, отмеченный Бухагиаром 5 апреля 1980 года выражался зенитным часовым числом (ZHR) всего лишь 1,8. Поток был активным с 4 апреля по 8 апреля. Позднее была отмечена активность 1 апреля с ZHR равным 5,3, экваториальные координаты радианта были: прямое восхождение — 20ч40м, склонение −63°. Поток связывают с кометой C/1907 G1 Grigg-Mellish. Метеорная секция западной Австралии (Western Australia Meteor Section) активно проводила наблюдения этого потока в конце марта — начале апреля 1987 года. По их данным максимума он достиг 29—30 марта, когда ZHR составило 7,3.